# Ashley (Indiana)
Ashley – miasto w Stanach Zjednoczonych, w stanie Indiana, w hrabstwie DeKalb.